# 小行星2856
小行星2856（2856 Roser）是一颗围绕太阳公转的小行星。1933年4月14日，卡爾·威廉·萊茵姆特在海德堡发现了此天体。
該小行星以德國天文學家齊格弗里德·羅瑟（Siegfried Röser）命名。
这颗小行星的绝对星等为226.87272等。